# ハリー・ポーレット (第4代ボルトン公爵)
第4代ボルトン公爵ハリー・ポーレット（英語: Harry Powlett, 4th Duke of Bolton PC、1691年7月24日 – 1759年10月9日）は、グレートブリテン王国の貴族、ホイッグ党所属の政治家。1715年から1754年まで庶民院議員を務めた後、貴族院に移籍した。また、1754年までハリー・ポーレット卿の儀礼称号を使用した。

## 生涯

### 初期の経歴
1691年7月24日、第2代ボルトン公爵チャールズ・ポーレットとフランシス・ラムスデン（Frances Ramsden）の次男として生まれた。最初はイギリス海軍の軍人になり、スペイン継承戦争中の1710年にポルトガル王国で初代ゴールウェイ伯爵ヘンリー・デ・マシューのエー＝ド＝カンを務めた。

### 政歴
1715年イギリス総選挙でセント・アイヴス選挙区から出馬して庶民院議員に当選、1722年イギリス総選挙でハンプシャー選挙区に鞍替えした。1734年イギリス総選挙ではハンプシャー選挙区のほかにもヤーマス選挙区で当選したが、ハンプシャー選挙区では異議申立てがあったため、1737年にポーレットの当選が確定するまでヤーマス選挙区の議員として登院、以降はハンプシャー選挙区の議員として登院した。
ウォルポール内閣では1733年6月に海軍本部委員会に入り、1738年3月には上級海軍卿に昇進したが、1742年3月にウォルポール内閣が倒れると自身も辞任を余儀なくされた。以降は1742年から1754年までロンドン塔総督を、1754年から1755年までグラモーガン統監を、1754年から1758年までハンプシャー統監を務め、1755年1月9日に枢密顧問官に任命された。
1754年に兄チャールズの死去に伴いボルトン公爵の爵位を継承した。1759年10月9日に死去、長男チャールズが爵位を継承した。

## 家族

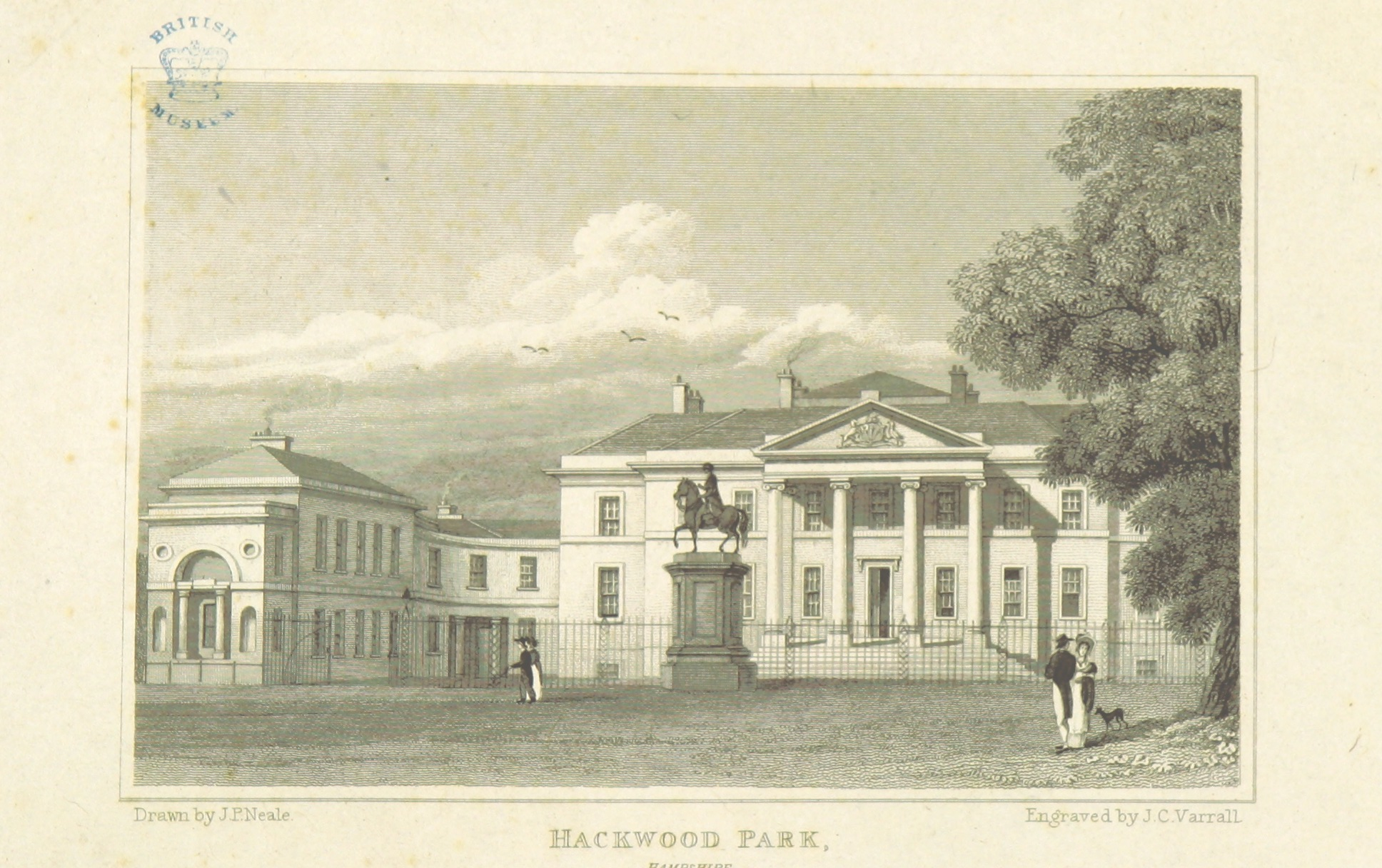
ハックウッド・パーク、1818年。

ポーレットはキャサリン・パリー（Catherine Parry、1744年4月25日没、フランシス・パリーの娘）と結婚、2男2女をもうけた。
- チャールズ（1765年没） - 第5代ボルトン公爵
- ハリー（英語版）（1720年 – 1794年） - 第6代ボルトン公爵
- ヘンリエッタ（1753年12月22日没） - 1741年7月12日、ロバート・コールブルック（英語版）（1784年没）と結婚、子供なし
- キャサリン（1775年没） - ウィリアム・アッシュと結婚、1734年にアダム・ドラモンド（英語版）と再婚、子供なし

ボルトン公爵の財産にはハンプシャーのハックウッド・パーク、ノースヨークシャーのボルトン・ホール、ウィルトシャーのエディントン、ドーセットのフック・コートなどがある。